# George Kitchens
George Kitchens (ur. 16 listopada 1983 w Auguście) – amerykański lekkoatleta, skoczek w dal.
Dwukrotny brązowy medalista mistrzostw USA (2009 i 2012).

## Rekordy życiowe
- Skok w dal – 8,21 / 8,27w (2012)